# Raimundo VI de Toulouse
Raimundo VI de Toulouse ou Raimundo VIII de Toulouse (Saint-Gilles, 27 de outubro de 1156 – Toulouse, 2 de agosto de 1222), foi conde de Melguelh de 1173 a 1190, conde de Toulouse e marquês da Provença de 1194 até 1222, sucedeu a seu pai nos destinos do Condado de Toulouse em 1194, tendo imediatamente estabelecido as pazes com o Reino de Aragão e com Raimundo-Roger Trencavel.

## Biografia
A genealogia tradicional dos Condes de Toulouse feita pelos frades Beneditinos denominada História Geral do Languedoc, indicam apenas um Raimundo VI de Toulouse, no entanto, mais tarde posteriores estudos feitos sobre os condes de Toulouse anteriores permitiram verificar que foram omitidos vários condes com o nome de Raimundo pelo que Raimundo VI pode ser também denominado Raimundo VIII de Toulouse.
Na cidade de Toulouse manteve as liberdades comunais, instalou um sistema fiscal eficaz, tendo mais tarde estendido essas mesmas liberdades a todo o território comunal.
Foi um poeta e citadino tido por muito refinado, tentava a todo o custa evitar as guerras e apesar de segundo as crónicas não fugir às suas responsabilidades militares quando necessário como foi o caso do grande conflito que manteve com o legado papal, na pessoa de Pierre de Castelnau e mesmo com o próprio papa.
O assassinato do delegado papal em 15 de Janeiro de 1208, de que foi acusado pela igreja, provocou a sua excomunhão e o facto de não ser chamado Papa Inocêncio III para as cruzadas.
Veio a conseguir perdão papal e admissão às Cruzadas apesar de ter tido de se humilhar em Saint-Gilles (Gard), a 18 de junho de 1209, diante da armada cruzada comandada por Arnaud Amaury, abade de Cîteaux e enviado papal.
Depois das vitórias na cruzada contra os cátaros, comandadas desde Agosto de 1209 por Simón IV de Montfort,  em que se deu a conquista e o massacre de Béziers, e assédio e a conquista da Cidadela de Carcassonne, com a morte de Raimundo-Roger Trencavel e a ameaça que pesava sobre ele e os seus feudos constantemente hostilizados pelos legados papais, Raimundo mudou de pensamento o que levou a novamente à sua excomunhão em 1211 pelo Concilio de Montpellier depois intentar contra a organização das cruzadas.
Mais diplomático que guerreiro, não pode evitar a conquista de Toulouse por parte de Simón IV de Montfort, obrigando Raimundo a exilar-se na corte de Inglaterra.
Em 27 de janeiro de 1213, Raimundo rendeu homenagem a Pedro II de Aragão, homenagem que no entanto só durou até à Batalha de Muret, travada no dia 12 de Setembro do mesmo ano e durante a qual os Cruzados de Simón de Montfort, disciplinados, derrotaram um dos vencedores da Batalha das Navas de Tolosa, tendo morrido a 13 de Setembro de 1213.
No dia 17 de fevereiro de 1214, por ordem de Raimundo, seu irmão, Balduíno de Toulouse, que também tinha participado na Batalha de Muret juntamente com os Cruzados, foi raptado nos seus domínios, tendo sido retirado do seu Castelo de Lolmie enforcado depois de acusado de traidor.
Em novembro de 1215, Raimundo foi a Roma, onde no Quarto Concílio de Latrão se debatia os destinos do seu condado.
Em maio de 1216, depois de ter embarcado triunfalmente em Marselha, o seu filho e futuro Raimundo VII de Toulouse, sitiou Beaucaire conquistando-a em 24 de agosto de 1216.
Em 12 de setembro de 1217, Raimundo voltou a tomar possessão de Toulouse, levando a que Simón IV de Montfort volta-se a começar novos assédios à localidade. Com a morte de Simón de Monfort, o seu filho Amaury VI de Monfort substituiu-o no comando do exército.
O fracasso da cruzada do rei Luís VIII de França em 1226 permitiu a Raimundo recuperar a maior parte do seu condado.
Foi um dos grandes mecenas do jogral Aimeric de Peguilhan (c. 1170 – c. 1230), trovador, nascido em Péguilhan, perto de Saint-Gaudens e filho de um comerciante de têxteis.

## Relações familiares
Foi filho de Raimundo V de Toulouse ou Raimundo VI de Toulouse, conde de Toulouse de (1148 - 1194) e de Constância de França, irmã do rei Luís VII de França.
Casou várias vezes:
- A primeira com 12 de Setembro de 1172 com Ermessinda de Pelet (? - 1176), condessa de Melgueil, já viúva de Pierre Bernard de Sauve e filha de Bernardo de Narbona-Pelet Senhor de Alais, e de Béatrice.
- Em 1180 casou com Beatriz de Trencavel, (1155 - 1194), senhora de Béziers, filha de Raimundo I de Trencavel (? - 1167), visconde de Béziers, e de Saure. Veio a repudiar esta esposa em 1193, depois de esta lhe ter dado dois filhos:

1. Constância, casada com Sancho VII de Navarra (1160 - 1234), Rei de Navarra, e mais tarde com Pedro V de Bermond, Senhor de Anduze;
2. Indie, casou com Guilherme de Lautrec, visconde de Lautrec, e mais tarde, em 1226 com Bernardo II de Isle-Jourdain.

- Em Outubro de 1196, em Ruão, casou com Joana de Inglaterra (1165-1199), filha de Henrique II Plantageneta (1133 - 1189), rei de Inglaterra e de Aliénor, duquesa da Aquitânia, que lhe deu dois filhos:

1. Raimundo VII de Toulouse (1197 - 1249), conde de Toulouse;
2. Uma criança que morreu em depois de nascer em 4 de Setembro de 1199.

- Em 1200, casou com a Donzela do Chipre, filha de Isaac Comneno do Chipre. Veio a repudiar esta esposa em 1202/1203.
- Em Janeiro de 1203 casou com Leonor de Aragão (c. 1182 - 1226), filha de Afonso II de Aragão, rei de Aragão e de Sancha de Castela e Polónia (21 de Setembro de 1156) - Villanueva de Sigena, 9 de Novembro de 1208).